# Referee (avalista)
Un referee (en español, avalista, referenciador o recomendador) es un académico o profesional que proporciona una referencia en apoyo de la candidatura de una persona con fines académicos (estudios universitarios o una beca) o profesionales (una posición).
En los países anglosajones (especialmente en Reino Unido) los referenciadores (referees) son una figura habitual e indispensable de las universidades, en las cuales se suelen requerir mínimo 2 o 3 referenciadores que avalen o apoyen la candidatura del estudiante solicitante (applicant) para el título universitario para el que se postula.
La labor principal del referenciador (referee) es hacer una referencia (reference) en apoyo o avalando la candidatura del alumno que opta a un título universitario o beca. La referencia (reference) va incluida dentro de la solicitud (application) del estudiante y se examina de forma conjunta. De este modo, los avalista o referenciadores (referees) juegan un papel clave en la posible admisión del alumno o postulante al título (al analizar la solicitud de admisión, no sólo se analiza la referencia proporcionada por el referee, sino también al propio referee, su puesto, su trayectoria y su posición académica). Los referees "acompañan" al solicitante durante su proceso de admisión, dando fe y avalando al estudiante para el título para el que esté solicitando la admisión. Por ello, en el ámbito académico, los referees pueden ser considerados una especie de "padrinos académicos", dado que "apadrinan" al solicitante en su proceso de admisión, avalando su potencial y su idoneidad para el título. 

## Situación por países
En Reino Unido, Irlanda o Estados Unidos los referees son una figura casi obligatoria, dado que los estudiantes que quieran postularse a alguno de los títulos de grado o posgrado deben presentar un mínimo de referees que apoyen su candidatura. El número de referees que se solicitan puede variar en función de la universidad o del título universitario (grado o posgrado).
Por ejemplo, la Universidad de Oxford y la Universidad de Cambridge requieren un mínimo de 3 referees que avalen la candidatura del alumno para cursar algún estudio en la universidad (aunque pueden ser incluso más), el Colegio Imperial de Londres requiere un mínimo de 2 o 3 (para estudios doctorales, 3), la Universidad de Manchester requiere 2 referees, la Universidad de Edimburgo requiere un mínimo de 1 o 2 referees (dependiendo del título)... También la Universidad Nacional Australiana (Australia) requiere al menos 3 referees.
Por otro lado, los referees también juegan un importante papel en las becas. En estas, los avalistas apoyan la candidatura del solicitante para recibir la beca. Por ejemplo, en las Becas Fulbright, Becas MacArthur, Becas Rhodes o Becas "la Caixa".

## Traducción al español
El término inglés "referee" es polisémica, tiene más de un significado. Algunas veces se suele traducir como "árbitro" (que es uno de sus significados). Sin embargo, en este contexto no se traduce al español en la concepción de "árbitro", sino en su concepción de "persona que avala o apoya a un candidato", por lo que su traducción al español sería "avalista", "referenciador" o "recomendador".
Por ejemplo,
- We will need the names of two referees before we can offer you the position --> Necesitaremos los nombres de dos avalistas antes de que te podamos ofrecer el puesto.[12][13]
- Referees must support candidate's application --> Los avalistas deben apoyar la solicitud del candidato.